# Llista de cràters de Janus
En aquest article només es mostra els noms oficials aprovats per la Unió Astronòmica Internacional (UAI).
Aquesta és una llista de cràters amb nom de Janus, un dels satèl·lits naturals de Saturn. Va ser descobert per Audouin Dollfus el 1966. A Janus van arribar les sondes espacials Voyager 1 i Cassini-Huygens. En qualsevol cas, les dades recollides durant els sobrevols no van ser suficients per determinar les coordenades i les dimensions de les característiques de la superfície per a les quals la UAI identifica les característiques mitjançant mapes fotogràfics. S'espera que altres missions proporcionin dades més precises.
El 2019, els 4 cràters amb nom de Janus representaven el 0,07% dels 5475 cràters amb nom del Sistema Solar. Altres cossos amb cràters amb nom són Amaltea (2), Ariel (17), Cal·listo (142), Caront (6), Ceres (115), Dàctil (2), Deimos (2), Dione (73), Encèlad (53), Epimeteu (2), Eros (37), Europa (41), Febe (24), Fobos (17), Ganímedes (132), Gaspra (31), Hiperió (4), Ida (21), Itokawa (10), Japet (58), Lluna (1624), Lutècia (19), Mart (1124), Mathilde (23), Mercuri (402), Mimas (35), Miranda (7), Oberó (9), Plutó (5), Proteu (1), Puck (3), Rea (128), Šteins (23), Tebe (1), Terra (190), Tetis (50), Tità (11), Titània (15), Tritó (9), Umbriel (13), Venus (900), i Vesta (90).

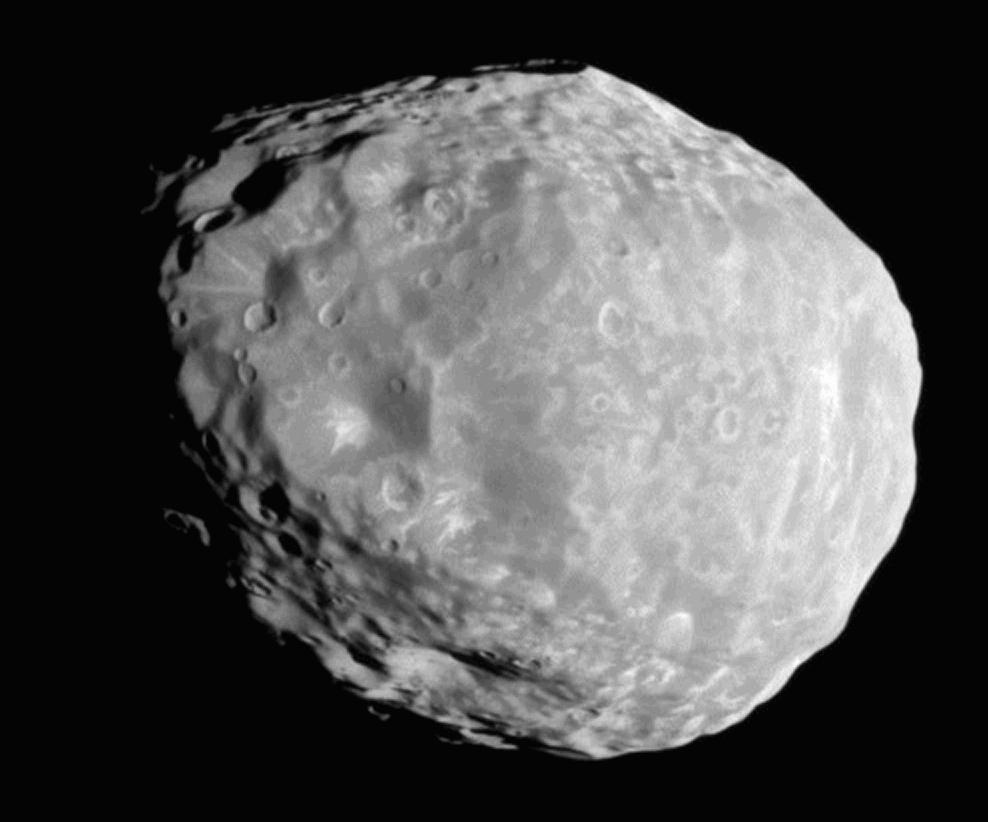
Imatge de Janus presa per la sonda Cassini a 179 km de distància, 2010. El nord de Janus és amunt, a 10 graus a la dreta.
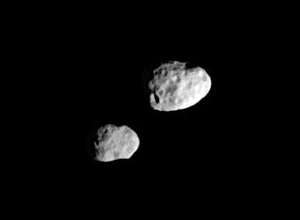
Imatge de Janus i Epimeteu presa per la sonda Cassini, 2006. Tot i que les llunes semblen estar a prop, no hi són. Janus (a la dreta) es troba a uns 40.000 km més lluny de Cassini que Epimeteu (a l'esquerra). De fet, quan estan al més a prop (15.000 km de separació), s'intercanvien les posicions orbitals.

Janus té molts cràters, alguns dels quals són majors de 30 km de diàmetre, però té poques estructures lineals. La superfície sembla més antiga que la de Prometeu però més jove que la de Pandora.

## Llista
Els cràters de Janus porten els noms de personatges vinculats al mite dels Dioscurs (Διόσκουροι). La mateixa regla també s'aplica a Epimeteu per emfasitzar la naturalesa bessona de les dues llunes que comparteixen la mateixa òrbita.
| Cràter  | Coordenades | Diàmetre (km) | Epònim | Ref.  |
| ------- | ----------- | ------------- | --- | ----- |
| Castor  | n.d.        | n.d.          | Càstor (Κάστωρ) - Un dels dos dioscurs. | WGPSN |
| Idas    | n.d.        | n.d.          | Idas (Ἴδας) - Germà bessó de Linceu. Va lluitar contra els Dioscurs, on ell i el seu germà Linceu van morir a mans de Càstor i Pòl·lux.                       | WGPSN |
| Lynceus | n.d.        | n.d.          | Linceu (Λυγκεύς) - Germà bessó d'Idas. Va lluitar contra els Dioscurs, on ell i el seu germà Idas van morir a mans de Càstor i Pòl·lux.                       | WGPSN |
| Phoibe  | n.d.        | n.d.          | Febe (Φοιβη) - Filla de Leucip. Es va prometre en matrimoni junt amb la seva germana Hilaïra als bessons Idas i Linceu, però va ser segrestada pels Dioscurs. | WGPSN |